# Moniteur de plongée
Un moniteur ou une monitrice de plongée est une personne chargée d’enseigner ou encadrer la pratique de la plongée. 

## Le moniteur de plongée sous-marine

Niveaux d'éducation de plongée sous-marine utilisés par ISO, PADI, CMAS, SSI et NAUI

De manière non exhaustive, il (ou elle) doit avoir des connaissances de navigation, maîtriser l'orientation sous-marine de jour et de nuit, être secouriste plongeur, avoir de bonnes connaissances du matériel et de l'équipement sous-marin. S'il est directeur de plongée, il doit être à même d'organiser et de planifier la plongée en fonction des conditions météo, de la mer, des courants et du niveau des pratiquants.
Le moniteur enseigne et/ou encadre la plongée comme activité de loisir ou comme activité professionnelle. Il doit être à la fois techniquement très compétent et suffisamment pédagogue pour pouvoir faire passer ses connaissances.
En fonction des pays et de leur réglementation, le moniteur de plongée doit être titulaire de différents diplômes ou brevets. Rarement, comme en France, les autorités du pays légifèrent en matière de compétence du moniteur de plongée. Elles s'en remettent généralement aux directives des grandes fédérations telles que la CMAS (la plus ancienne), ou laissent les agences de certifications organiser la pratique.

## EnFrance
Pour exercer dans le cadre associatif en France, un moniteur de plongée doit être titulaire de l'un des diplômes d'encadrement reconnus par le code du sport.
En revanche, s'il veut exercer contre rémunération, un moniteur de plongée doit obligatoirement être titulaire d'un diplôme d'État d'éducateur sportif (BPJEPS, DEJEPS, DESJEPS mention plongée subaquatique. Une procédure de Libre établissement ou libre prestation de service est possible après une demande de Reconnaissance de qualification professionnelle pour les ressortissants européens. Procédure d'équivalence de diplôme pour les titulaires de qualification extra-communautaire.
Un formateur de formateur, qui peut donc former les autres moniteurs, doit être titulaire d'un diplôme du 2e degré (E4) (moniteur fédéral 2e degré ou BEES 2 ou DEJEPS).
(La délivrance des diplômes d'État est du ressort du Ministère chargé des Sports.
La réforme de la filière professionnelle a conduit à la création du BP (Brevet Professionnel), DE (Diplôme d'État) et DES (Diplôme d'État supérieur) par l'Arrêté du 6 juillet 2011 modifié le 30 juillet 2012.
Depuis une nouvelle reforme en 2016/2017 (Arrêtés du 1er décembre 2016 et 15 juin 2017) 2 BPJEPS et 2 DEJEPS dédiés à la plongée co-existent.
BPJEPS spécialité « plongée subaquatique » (abrogé) et BPJEPS spécialité « éducateur sportif » , mention « plongée subaquatique » et Option A « en scaphandre » ou Option B « sans scaphandre »
DEJEPS spécialité « plongée subaquatique » Niveau E4 (abrogé) et DEJEPS  spécialité « perfectionnement sportif », mention « activités de plongée subaquatique » Niveau E3.

Les premières formations DEJEPS ont été mises en place en 2013 au CREPS d'Antibes et Montpellier ainsi qu'au centre fédéral de Hendaye (sous le couvert du CREPS de Bordeaux). Il n'est pas prévu pour l'instant de formation DESJEPS. Ce diplômes du plus haut niveau n'est pour le moment accessible que par la voie de la VAE. Sessions organisées par la DRJS PACA en 2017 et DRJS Bretagne en 2018.

Les derniers examens BEES1 ont eu lieu en 2013.